# Jacob Levy Moreno
Jacob Levy Moreno (născut ca Iacob Levy, n. 18 mai 1889, București, România – d. 14 mai 1974, Beacon⁠(d), New York, SUA) a fost un psihiatru austriac-american, de origine evreu născut în România, psihosociolog, creatorul psihodramei, al sociometriei, și unul din fondatorii psihoterapiei de grup.

## Familia și anii copilăriei la București
Jacob Levy Moreno s-a născut la București, în România, la 18 mai 1889, sub numele de Iacob Levi, într-o familie de evrei spanioli, într-o casă aflată pe calea Șerban Vodă. Tatăl său era Moreno Nisim Levi (1856-1925), un comerciant care emigrase din Turcia în România și se ocupa cu negoțul de lemn destinat confecționării de sicrie. La vârsta de 32 de ani, Moreno Nisim Levi o luase de soție - conform obiceiurilor vremii la famiile religiose - pe Paulina Iancu, de numai 14 ani. Iacob a fost întâiul lor născut când ea avea doar vârsta de 15 ani și jumătate.

I-au urmat trei surori și doi frați: Rahel Victoria, Volf sau Valerian William (1892), Charlotta, Clara Lala și Norbert Buby. Paulina Iancu era orfană din copilărie de ambii părinți și frații ei mai mari, celibatari, o predaseră spre creștere și educare călugărițelor unei mănăstiri catolice. În cele din urmă, de teamă că ea va părăsi credința strămoșilor și se va creștina, au retras-o de acolo și au măritat-o cu Nisim Moreno Levi, care era din aceeasi generație ca ei, mai vârstnic decât ea cu 18 ani. Viața conjugală a celor doi căsătoriți a cunoscut numeroase stări de tensiune și conflicte. Paulina se distingea printr-o fantezie bogată, prin intuiție și simț al umorului, stăpânea multe limbi, mai cu seamă ladino, româna, germana și franceza. Ea avea darul povestirii și, pe deasupra, era foarte pasionată de leacurile băbești și de îndeletniciri esoterice, plăcându-i să citească în cafea și în frunzele de ceai. Se povestește că odată l-ar fi vindecat pe fiul ei cel mare de rahitism prin „băi de soare” pe nisip, așa cum o sfătuise o lecuitoare rromă. Pe de altă parte, nu i-a fost întotdeauna ușor să înțeleagă acest copil, atât de vioi și excentric.
Iacob, care, poate, a moștenit de la mama lui pasiunea pentru profeții și darul pentru teatru, era legat mai mult de ea decât de tată, care lipsea adesea de acasă, fiind plecat în voiaje de afaceri. În acelaș timp, și el trezea în copii respect și admirație. La 4 ani Iacob a primit primele lecții de Tora de la rabinul șef al evreilor spanioli din București, Behor Haim Bejerano. Dar, în afara de tradiția evreiască, curiozitatea lui era atrasă și de mesajele creștine și de credințele folclorice animiste, care străbăteau povestirile mamei sale din cele învățate de ea la mănăstire, precum și de obiceiurile pe care le-a observat la servitoarea maghiară din casa părintească.
Din anii copilăriei la București amintește Iacob Levi Moreno în memoriile sale de jocurile în tovărășia altor copii. Într-unul din ele, născocit de el, cam pe la vârsta de 4 ani, a jucat rolul lui „Dumnezeu”, în timp ce copiii ceilalți trebuiau să fie „îngerii”. Jocul era să se termine printr-o nenorocire atunci când grămada de scaune puse unele peste altele pentru a ajunge sus, „în rai”, s-a prăbușit în momentul când au încercat „să-și ia zborul”. Iacob însuși a căzut și și-a rupt o mână. Nu a uitat niciodată acest joc de-a Dumnezeu și îngerii. iar mai târziu a scris, sub inspirația lui, o scenetă de teatru. 
În afara de jocuri, micului Iacob i-a mai plăcut și să cânte și să vorbească mai multe limbi, între care limba ladino sau judezmo, în care mama i-a cântat cântece de leagăn. În urma unui atac cerebral petrecut în ultimele luni de viață, se spune că n-ar mai fi înțeles decât limbile română și germană, limbile copilăriei și tinereții sale.

## Copilăria și tinerețea la Viena

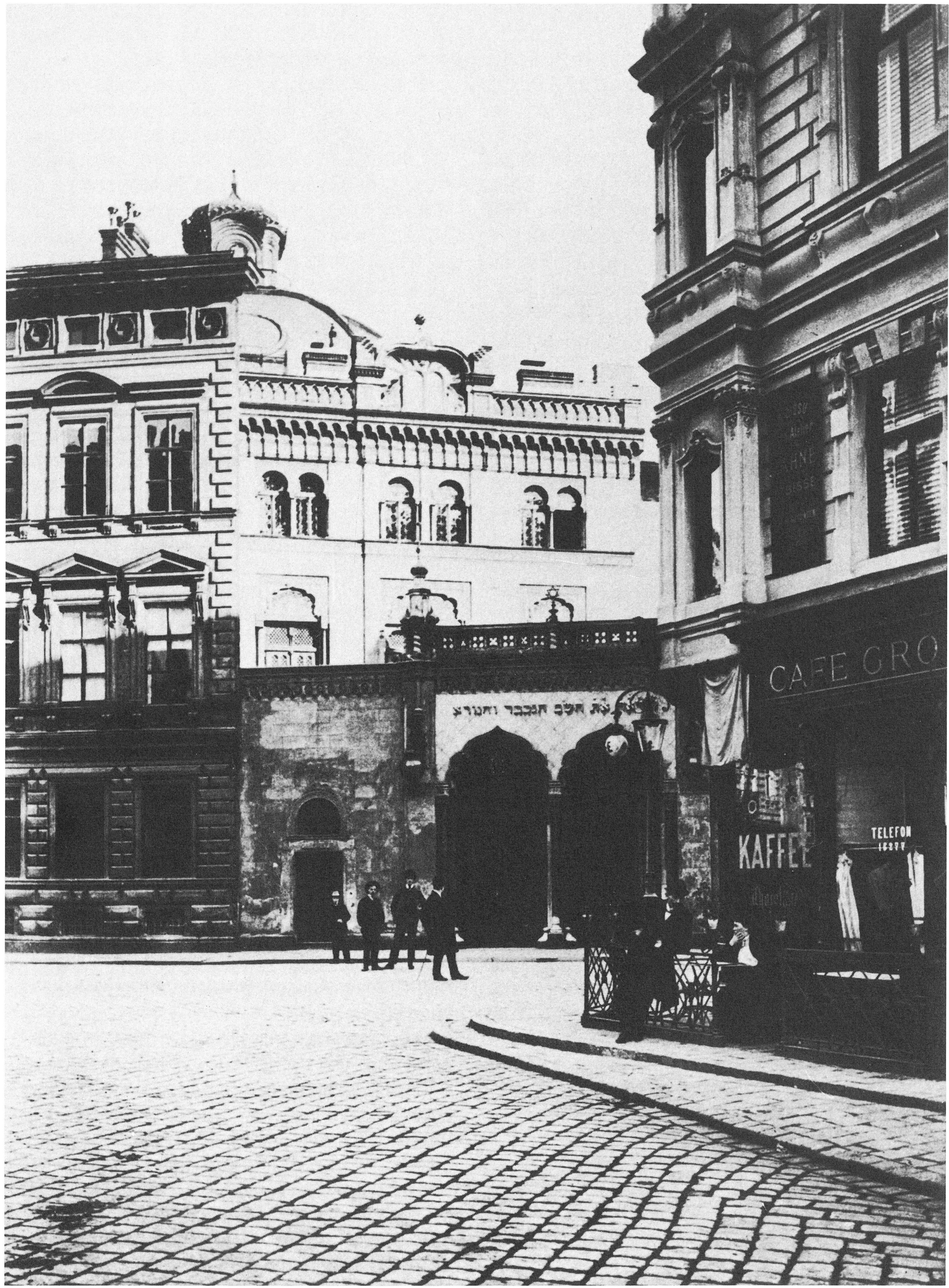
Templul "evreilor turci" (de rit spaniol) din Viena prin anul 1900

La 6 ani, în anul 1895, în urma unor dificultăți financiare, familia Levi s-a mutat la Viena, pe atunci capitala Imperiului Austro-Ungar.
Anii la Viena au fost fericiți pentru Iacob Levi, care s-a adaptat bine la școala evreiască și l-a însoțit pe tatăl său în unele din călătoriile de lucru ale acestuia. Ei au vizitat Istanbulul, unde și-a vizitat prima dată bunicul patern și unde a avut prilejul să viziteze unul din ultimele haremuri. La 13 ani a celebrat ceremonia de comuniune evreiască Bar Mițva la Templul evreilor turci (spanioli) din Viena. Împreună cu unul din unchii săi a făcut un voiaj de neuitat în Italia, de la Fiume până la Roma și Napoli. Pe parcurs a văzut și Florența, unde s-a îndrăgostit prima dată de o fată necunoscută.
În anul 1904 noi probleme economice au silit familia Levi să plece la Berlin și apoi pentru scurtă vreme la Chemnitz.  Din pricina deteriorării relațiilor dintre părinți s-a hotărât ca Iacob sa fie trimis înapoi la Viena, unde urma să-și termine școlarizarea. El a început să se întrețină din predarea de lecții particulare. În 1906 părinții săi au divorțat. Tatăl său a plecat la Istanbul, unde a murit în 1925, în singurătate. Ca adolescent, Iacob a încetat să mai asculte de părinți și a întrerupt liceul înainte de examenele de bacalaureat. El a aruncat asupra mamei vina divorțului și s-a îndepărtat de familie. Încă fără a fi absolvit bacalaureatul, s-a înscris la cursuri de filozofie clasică și de matematică la Universitatea din Viena. După trecerea examenelor de maturitate s-a înscris, în cele din urmă, la Facultatea de medicină. În vremea studenției (în anii 1911-1917) și-a lăsat barbă și a fost cunoscut prin îmbrăcămintea excentrică pe care și-o alegea. Odată a mers pe stradă în pielea goală.   În anii 1908-1914, împreună cu Haim Klemmer, un coleg evreu dintr-o familie de hasidim, cu care mersese la cursurile de filosofie, Levi a înființat un centru comunitar numit Casa Întâlnirii (Haus der Begegnung) destinat acordării de asistență socială refugiaților, noilor imigranți și celor lipsiți de casă, pe bază de voluntariat.
În acea perioadă Levi a făcut o scurtă cunoștință cu Sigmund Freud. La început teoriile acestuia i-au părut interesante, dar după nu multă vreme, i-au produs anumite rezerve și a preferat să se ocupe de psihologia și dinamica de grup.Ca tânăr student, Levi a fost fascinat și de lumea teatrului. A făcut cunoștință cu actrița evreică Elisabeth Bergner, originară din Galiția, care a devenit mai apoi una din stelele teatrului în limba germană. În anii 1907-1913  a obișnuit să joace și să improvizeze jocuri teatrale cu copiii care frecventau parcul Augarten și în acelaș timp s-a dedicat tratamentelor psihosociale pentru persoane bătute de soartă, ca de pildă prostituatele din cartierul Spielberg. Cu acestea din urmă a organizat în anii 1913-1914 grupe de suport, având colaborarea medicului dr. Wilhelm Grün și a ziaristului Karl Kolbert.

#### Întâlnirea cu Freud, 1912
Despre întâlnirea cu părintele psihanalizei, Levi Moreno a scris în Autobiografia lui:
„Am participat la una din conferințele lui Freud. Tocmai terminase analiza unui vis telepatic. Când studenții au ieșit, a aruncat privirea în sală, către mine, și m-a întrebat cu ce mă ocup. I-am răspuns... Ei bine, dr. Freud, eu încep acolo unde dumneata întrerupi. Dumneata întâlnești pacienții în settingul artificial al biroului dumitale. Eu îi întâlnesc pe stradă și în casele lor, în mediul lor natural. Dumneata le analizezi visele, eu le dau curajul să viseze iarăși. Dumneata le faci analiza, și îi descompui în părțile componente. Eu îi pun să-și joace rolurile lor conflictuale, și îi ajut să-și reintegreze părțile”

### Activitatea în Austria
La izbucnirea Primului Război Mondial, fiind cetățean străin, Levi nu a fost recrutat în armata austro-ungară și a putut rămâne la Viena și să-și termine studiile de medicină. În 1917 și-a scris teza de diplomă în domeniul psihiatriei, după ce a făcut un stagiu în secția lui Julius Wagner-Jauregg. În acest răstimp i s-a cerut să  contribuie ca paramedic la acordarea de prim ajutor soldaților cartiruiți în Tirol. De asemenea, ca student si apoi ca tânăr medic în anii 1915-1917 Iacob Levi a cunoscut de aproape problemele refugiaților din Tirolul de sud (Trentino-Alto-Adige) care au fost adăpostiți în tabăra din Mitterndorf an der Fische.Împreună cu un psiholog italian a elaborat un program cu propuneri vizând ameliorarea condițiilor de trai ale refugiaților și l-a trimis unui ministru din cabinetul austriac. Eforturi asemănătoare a făcut si în tabăra de refugiați de la Žilina, pe teritoriul Slovaciei de azi. În timpul liber  a frecventat cafenelele literare din Viena, ca de exemplu cafeneaua Herrenhof. Acolo a cunoscut pe multi dintre oamenii de cultură care au făcut faima Vienei imperiale. Împreună cu Franz Werfel, Max Brod, Arthur Schnitzler, Fritz Lampel și Alfred Adler Levi a luat parte la întemeierea revistei cu orientare expresionistă „Der Daimon”.La această revistă au contribuit cu articole și Martin Buber,Jakob Wassermann,Oskar Kokoschka,Heinrich Mann și alții. După proclamarea Republicii în 1918 Levi a luat parte împreună cu scriitorii Werfel și Peter Altenberg la editarea unei noi versiuni a revistei sub numele „Der Neue Daimon” (1919). La 5 februarie 1917 Levi a primit titlul de doctor în medicină si apoi a lucrat un timp ca medic în localitatea Kutingbrunn. După aceea a obținut postul de medic comunitar la o fabrică de lână din stațiunea balneară Bad Vöslau, la 40 km sud de Viena. Primăria socialistă a așezării i-a oferit o locuință în chirie. Acolo a cunoscut prima sa iubită cu adevărat, profesoara Marianne Lörnitzo. În afara muncii de medic generalist al întreprinderii, Levi a lucrat și la cabinetul său particular a devenit vestit ca vindecător miraculos și ca „medic al săracilor”, deoarece nu le cerea pacienților săi nicio plată.
Ulterior, întors la Viena, la domiciliul său de pe strada Maithal, Levi a început să se intereseze din nou de teatru și de posibilele aplicații ale artei teatrale în terapeutică. Acum frecventa cafeneaua „Museum”, un fel de Mecca a oamenilor de teatru. În 1921, cu sprijinul financiar al fratelui său  William, Levi a fondat la Viena „Teatrul Spontaneității” - Stegreiftheater, pe strada Maysedergasse nr.2. Acest teatru, bazat pe improvizație, a dăinuit, fără mare succes la public, până în 1925. Dar data întemeierii lui, 1 aprilie 1921 a rămas în ochii lui Levi „Ziua de naștere a psihodramei”. La spectacolele montate in teatrul său a obtinut Levi colaborarea lui Elisabeth Bergner, al lui Anna Hellering, precum și a unui tânăr actor evreu din Slovacia, László Loewenstein, care a devenit ulterior cunoscut în filmele de la Hollywood sub pseudonimul Peter Lorre. În afara reprezentațiilor din teatru, Levi a organizat pe străzi programe numite „Jurnalul viu” (Die lebendige Zeitung) care cuprindea scene din știrile de actualitate însoțite de reacții ale publicului. În 1921 Levi a condus la „Casa comedianților” din Viena prima ședință de psihodramă pentru publicul larg , ulterior descrisă in cartea sa „Teatrul spontaneității.”
El rămâne în istoria psihologiei ca inventator al psihodramei, inițiator al studiilor de dinamică a grupurilor mici și folosirea teatrului în tratarea și vindecarea suferințelor mentale. Capitolul din psihologie care se numește sociometrie i se datorează integral.

## Opera lui J. L. Moreno
- Moreno, J. L. (1932). First Book on Group Therapy. Beacon House.
- Moreno, J. L. (1934). Who Shall Survive? A new Approach to the Problem of Human Interrelations. Beacon House. ISBN 978-9992695722
- Moreno, J. L. (1941). The Words of the Father. Beacon House. ISBN 978-1446601853
- Moreno, J. L. (1946). Psychodrama Volume 1. Beacon House.
- Moreno, J. L. (1947). The Theatre of Spontaneity Beacon House. ISBN 978-1445777139
- Moreno, J. L. (1951). Sociometry, Experimental Method and the Science of Society: An Approach to a New Political Orientation. Beacon House. ISBN 978-1291121759
- Moreno, J. L. (1953). Who Shall Survive? Foundations of Sociometry, Group Psychotherapy and Sociodrama. Beacon House.
- Moreno, J. L. (1956). Sociometry and the Science of Man. Beacon House.
- Moreno, J. L. (1959). Psychodrama Volume 2: Foundations of Psychodrama. Beacon House.
- Moreno, J. L. (1960). The Sociometry Reader. Beacon House.
- Moreno, J. L., Moreno, Z. T., Moreno, J. D. (1964). The First Psychodramatic Family. Beacon House.
- Moreno, J. L. (1966). The International Handbook of Group Psychotherapy. Philosophical Library.
- Moreno, J. L. (1969). Psychodrama Volume 3: Action Therapy and Principles of Practice. Beacon House.
- Moreno, J. L. (1989). Preludes of my Autobiography. Beacon House.